# Zabine

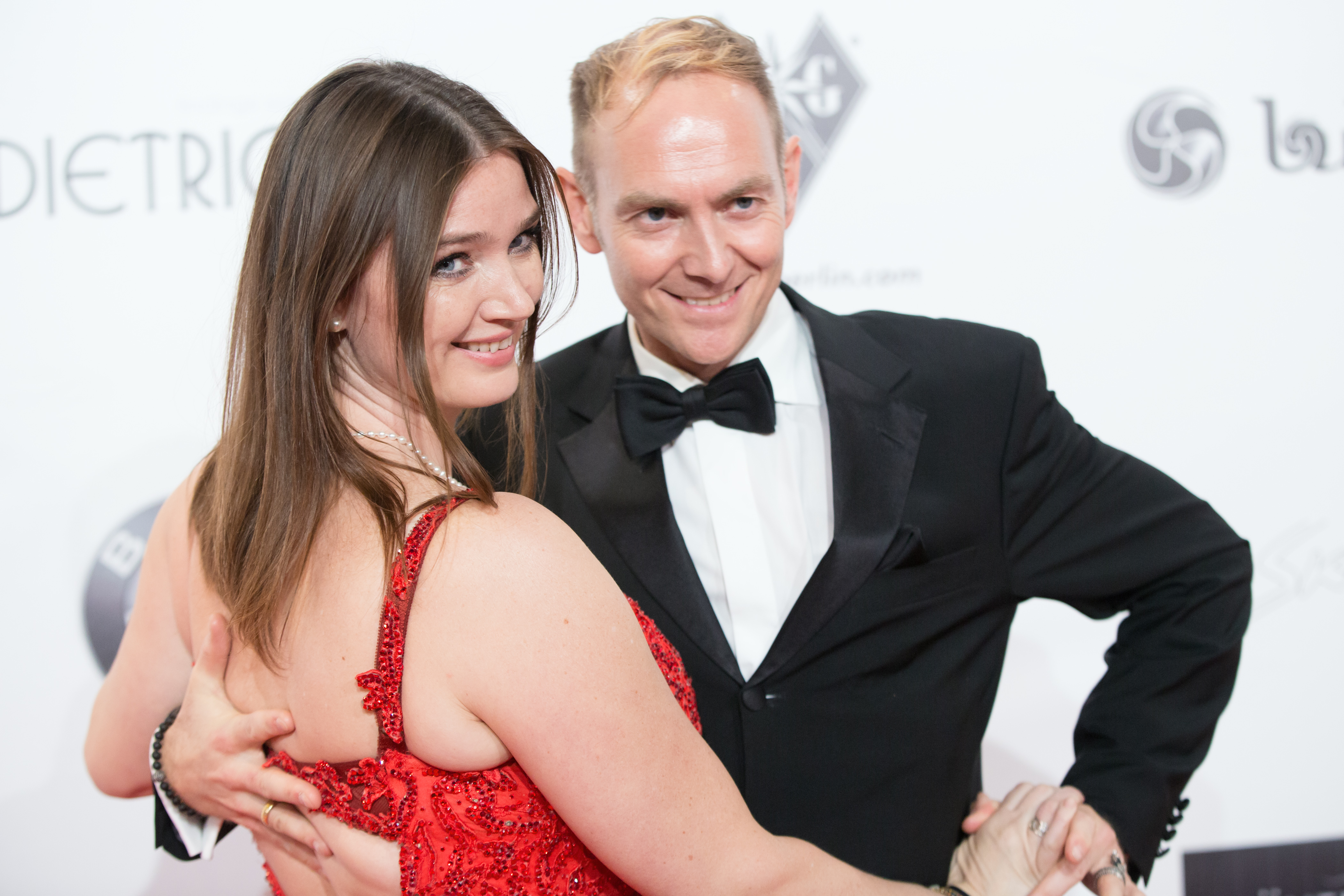
Zabine und Alexander Zaglmaier (2016)

Zabine, auch Sabine und Alpine Sabine, bürgerlich Sabine Kapfinger, (* 1. Jänner 1974 in Niederndorf bei Kufstein, Tirol) ist eine österreichische Musikerin der Neuen Volksmusik.

## Leben
Kapfinger war von 1991 bis zur Auflösung im Jahr 1994 als Alpine Sabine Mitglied der Formation Hubert von Goisern und die Alpinkatzen. Als Schauspielerin wirkte sie unter anderem in dem Niki-List-Film Helden in Tirol (1998) mit, der inoffiziellen Fortsetzung von Müllers Büro (1986).
Ihr Musikstil vereint House, Hip-Hop und alpenländische Volksmusik. Vorgetragen werden ihre Songs meistens im Rap mit einer technoiden Melodie.
2007 nahm sie an der dritten Staffel der ORF-Sendung Dancing Stars teil, wo sie ihren späteren Ehemann, den Profitänzer Alexander Zaglmaier, kennenlernte. Die beiden erreichten bei Dancing Stars den 3. Platz, heirateten 2008, haben zwei gemeinsame Söhne (* 2008 und 2009) und betreiben eine Tanzschule in Tirol. Zabine hat einen weiteren Sohn aus einer früheren Beziehung (* 1998).
2011, 2012 und 2013 war sie als Teil der Jury in der ORF-Show Die große Chance zu sehen. Außerdem moderierte sie mehrmals die Fernsehsendung Tiroler Bergweihnacht.

## Diskografie
- 2001: Transalpin
- 2002: Rilke Projekt: In meinem wilden Herzen (Bis wohin reicht mein Leben – mit Klaus Meine)
- 2004: Shine On (Beitrag zur Vorausscheidung für den Song Contest 04)
- 2004: Himmelherrgottkruzifix (Duett mit Georg Danzer)
- 2022: Host as ghead

## Filme
- 1998: Helden in Tirol
- 2000: Tatort – Passion
- 2002: Da wo die Liebe wohnt
- 2003: Katz und Hund
- 2013: Stille
- 2024: Der Altaussee-Krimi: Letzter Jodler (Fernsehreihe)

## Musical/Operette
- 2008: Im weißen Rössl (als Josepha Vogelhuber) – Seefestspiele Mörbisch[5]
- 2009/2010: Der Watzmann ruft (als Gailtalerin)

## Auszeichnungen
- Amadeus Austrian Music Award
  - Beste Künstlerin Pop/Rock national 2002 für Transalpin
  - Bester Newcomer des Jahres 2002